# المرأة في آسيا
تطور تاريخ المرأة في آسيا بتزامن مع تطور وتاريخ القارة الآسيوية نفسها.كما أنه يتوافق أيضا مع الثقافات التي وضعت داخل المنطقة. يمكن للمرأة الآسيوية أن تجمع بشكل قاطع كنساء من المناطق الفرعية الآسيوية في آسيا الوسطى، وشرق آسيا، وشمال آسيا وجنوب آسيا وجنوب شرق آسيا، وغرب آسيا (الملقب بالشرق الأوسط).
وبحسب البلد، فإن النساء في آسيا تأتي من دول ذات سيادة مثل هؤلاء النساء من أفغانستان، أرمينيا، أذربيجان، البحرين، بنغلاديش، بوتان، بروناي، بورما (ميانمار)، وكمبوديا، والصين، وقبرص، وتيمور الشرقية (تيمور الشرقية)، شرق مصر، جورجيا، الهند، إندونيسيا، إيران، العراق، إسرائيل، اليابان، الأردن، كازاخستان، الكويت، قرغيزستان، لاوس، لبنان، ماليزيا، جزر المالديف، منغوليا، نيبال، كوريا الشمالية، عمان، باكستان، الفلبين، قطر، روسيا، المملكة العربية السعودية، سنغافورة، كوريا الجنوبية، سريلانكا، سوريا، طاجيكستان، تايلاند، تركيا، تركمانستان، الإمارات العربية المتحدة، أوزبكستان، فيتنام واليمن.
المرأة الآسيوية الأخرى تأتي من الدول التي لديها اعتراف دولي محدود مثل النساء من أبخازيا، ناغورنو كاراباخ، شمال قبرص، فلسطين، أوسيتيا الجنوبية وتايوان.
نساء أخريات من آسيا تأتي من الأقاليم التابعة مثل النساء من الأراضي البريطانية في المحيط الهندي، جزيرة كريسماس، وجزر كوكوس (كيلينغ) جزر، هونغ كونغ، وماكاو.,.

## نساء بارزات في آسيا
ومن النساء البارزات في آسيا، تشيو جين (الصين)، وتريو ثي ترينه (فيتنام)، كورازون أكينو (الفلبين)، سيريمافو باندرانايكا (سريلانكا) ومانديخاي خاتون (منغوليا).

## أفغانستان

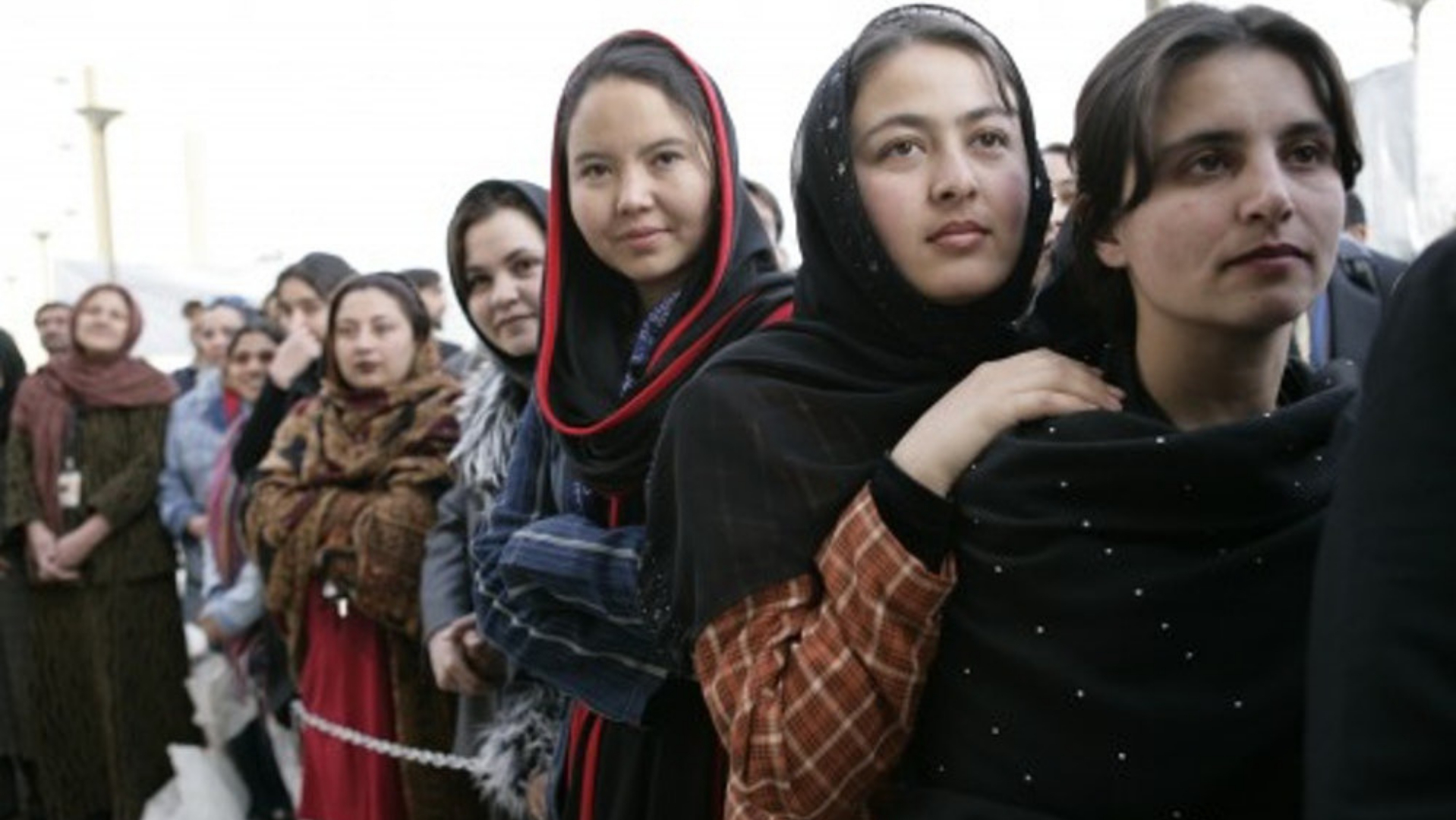

عانت حقوق المرأة في أفغانستان من اضطرابات هائلة في العقد الأخير من القرن 20th، عندما حكمها حكام مختلفون مثل المجاهدين وطالبان، في ذلك الوقت كافحت النساء لاكتساب حرياتهم وإصلاح المجتمع الذي هو في المقام الأول مجتمع ذكوري. تدريجيا، تحسنت حقوق المرأة في البلاد خلال القرن ال21 عندما كانت تحت حكم حامد كرزاي. ولكن ما زالت نسبة العنف ضد المرأة في أفغانستان عالية، على الرغم من أن الوضع يتحسن ببطء مع تقدم البلاد بمساعدة المجتمع الدولي.

## أرمينيا
يتوقع دائما من النساء في أرمينيا أن يكن فاضلات وخاضعات، وأن يحافظن على عذريتهن قبل الزواج، وذلك نظرا للطبيعة الذكورية للمجتمع والثقافة الأرمنية التقليدية. لذلك معظم النساء هناك هن ربات منازل والأمهات الإ نسبة قليلة منهن عملن في مجال الأعمال والسياسة.

## أذربيجان

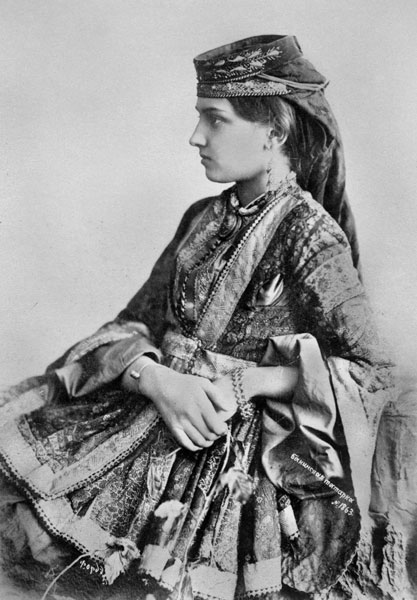
إمرأة أذربيجانية من باكو عام 1897

تتمتع النساء في أذربيجان مجازيا بنفس الحقوق القانونية التي يتمتع بها الرجل. وذلك بسبب مشكلة التمييز الاجتماعي المنتشرة عندهم.
إن خطف العروس من العادات السائدة في أذربيجان، حيث يتم أخذ امرأة شابة إلى منزل والدي المختطف وذلك إما بالخداع أو القوة. وتعتبر الفتاة بعد ذلك غير طاهرة في نظر أقاربها، و تجبر على الزواج من الخاطف بغض النظر عما إذا قام باغتصابها أو لا.
تم الاعتراف بالاقتراع العام في أذربيجان في عام 1918 من قبل جمهورية أذربيجان الديمقراطية، مما يجعل أذربيجان أول بلد مسلم يسمح للنساء بالاقتراع. واعتبارا من عام 2007، استلمت مجموعة من النساء مناصب حكومية عليا، بما في ذلك نائبة رئيس البرلمان وعدد من نائبات الوزراء، ونائبة رئيس لجنة الانتخابات المركزية. فلم يمن هناك أي قيود قانونية تمنع مشاركة المرأة في الحياة السياسية. اعتبارا من عام 2011، كان هناك 19 امرأة من أصل 125 مقعدا في البرلمان. ازدادت نسبة النساء المشاركات في البرلمان من 11 إلى 16 في المئة بين عامي 2005 و 2010. ولكن ما زالت الأعراف الاجتماعية التقليدية والتنمية الاقتصادية المتخلفة في المناطق الريفية في البلاد تحد من دور المرأة في المجتمع والاقتصاد، وكانت هناك تقارير تفيد بأن المرأة تجد صعوبة في ممارسة حقوقها القانونية بسبب التمييز بين الجنسين.

## البحرين
إن المرأة البحرينية هي المرأة الأكثر نشاطا بين نساء الوطن العربي. فكونها امرأة متعلمة فإنها تعمل في العديد من المهن المهمة، والجمعيات والمنظمات النسائية. فما يقارب ربع النساء البحرينيات يعملن بوظائف خارج منازلهن.
كانت حقوق المرأة حجر الأساس في الإصلاحات السياسية التي بدأها الملك حمد بالسماح للنساء بالتصويت والترشح في الانتخابات الوطنية بعد أن قام بالتعديل على الدستور في عام 2002. وقد رافق هذه الإصلاحات السياسية محرك أقراص للوعي الذاتي لتشجيع المرأة استلام مناصب داخل الحكومة.

## بنغلاديش

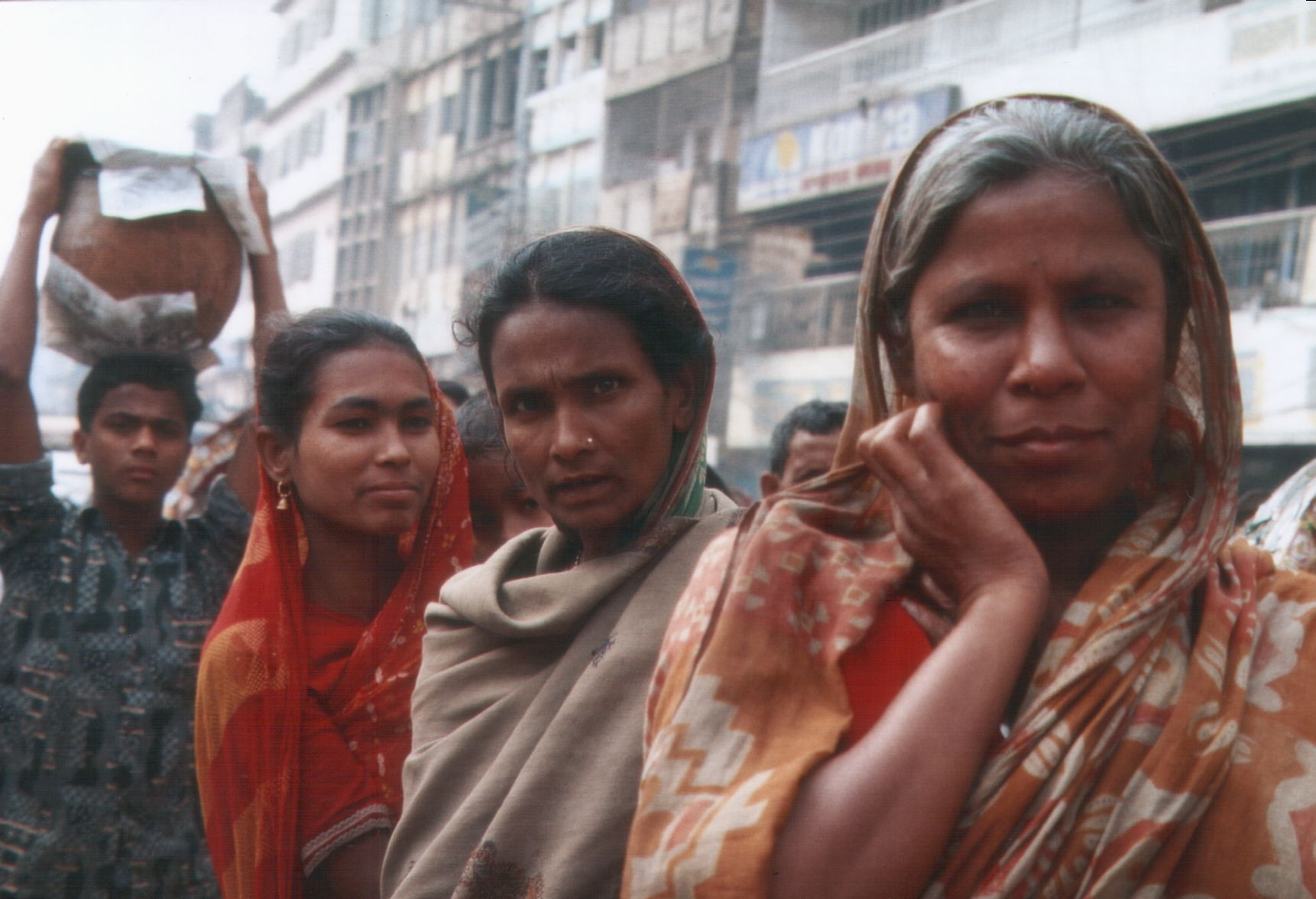

أشارت البيانات المتوفرة عن الصحة، التغذية، التعليم، والأداء الاقتصادي في عام 1980 أن وضع المرأة في بنغلاديش بقي أقل بكثير من الرجال. إن النساء في العادات والتقاليد تعتبر أقل شأنا من الرجال في جميع جوانب الحياة تقريبا.
بقيت حياة معظم النساء تتمركز حول أدوارهن التقليدية، فكان لديهن إذن دخول محدود إلى الأسواق، والخدمات الإنتاجية، والتعليم، والرعاية الصحية، والحكومة المحلية. إن هذا النقص في الفرص ساهم في زيادة نسبة الإنجاب في العائلات والذي أدى إلى تقليل نسبة الرفاهية لديهم. وساهم في سوء تغذية وضعف صحة الأطفال. في الواقع، إن هذا الفقر الشديد قد أثّر أكثر على حياة المرأة، وإذا بقي إذن وصول المرأة إلى الرعاية الصحية والتعليم والتدريب محدود، فاحتمالات تحسين الإنتاجية بين السكان الإناث فقيرة.

## إقليم المحيط الهندي البريطاني
إن النساء في إقليم المحيط الهندي البريطاني معروفين بنساء الإيلوا، أو النساء من جزر تشاغوس، لقد كانوا السكان الأصليين لإقليم المحيط الهندي البريطاني (أرخبيل تشاغوس). ولقد تم الاعتراف بأنهم هم السكان الأصلين لجزر تشاغوس من قبل الأمم المتحدة، حيث كانوا يعيشون في الأرخبيل منذ 1776، وتم إحضارهم إلى الجزر من قبل الفرنسيين. من النساء البارزات في جزر أرخبيل تشاغوس، Lisette Talate وCharlesia Alexis.

## كمبوديا
يشار أحيانا إلى النساء في كمبوديا بنساء الخمير، حيث من المفترض أن تكون متواضعة، معسولة الكلام، خفيفة المشية، مهذبة، كادحة، تنتمي إلى أسرة، وتعمل على رعاية تلك الأسرة. يطلق عليها اسم «المراقبة» في المنزل، فهي تعمل على الحفاظ على عذرية البنات حتى يتزوجن، ليصبحن زوجات وفيات. وتعمل أيضا كمستشارة وخادمة لزوجها. ولأن المرأة هي المراقبة المالية في المنزل، يمكن القول بأنها هي صاحبة السلطة فية، ولكن في السنوات الأخيرة، أصبحت المرأة أكثر نشاطا في المجالات التي يهيمن عليها الذكور من العمل والسياسة في كمبوديا.

## الصين
يصادف 1 أكتوبر 1949 تأسيس رسمي لجمهورية الصين الشعبية. ومنذ عام 1949، عززت حكومة جمهورية الصين الشعبية نشاط الأدوار الثقافية والاجتماعية والاقتصادية والسياسية للمرأة من أجل تحرير المرأة. وضعت الحكومة الجديدة في جمهورية الصين الشعبية التزاما لتحقيق المساواة بين النساء والرجال. وفي طريقها لتحقيق هذه المساواة، لاقت مقاومة شديدة من المجتمعات الكونفوشيوسية التي تدعو للتفوق الذكوري.
وبالرغم من أن المساواة بين الرجال والنساء كانت هدف طويل الأجل لجمهورية الصين الشعبية، فالإصلاحات الجذرية التي أعقبت الثورة الثقافية (1966-1976) أثرت بشكل غير متناسق على تمكين المرأة ومكانتها في الصين. وتظهر الدراسات أن المرأة الصينية شهدت تقدما سريعا من حيث المساواة بين الجنسين خلال الثورة الثقافية. عندما تأسست جمهورية الصين الشعبية، شكلت نسبة النساء العاملات 7٪ فقط من القوى العاملة. بينما في عام 1992 ازدادت نسبة مشاركة المرأة في القوى العاملة وارتفعت إلى 38 في المئة. وإزدات أيضا نسبة تمثيل المرأة في مؤسسات التعليم العالي.